# Pastusa suprema
La Pastusa suprema est une variété de pomme de terre colombienne, rattachée à la sous-espèce Solanum tuberosum sp. andigena, qui a été homologuée en décembre 2002.
Cette variété résulte de l'hybridation interspécífique de trois espèces de pomme de terre :
Solanum stoloniferum, Solanum phureja var. Yema de huevo et Solanum tuberosum sp. andigena (cultivar 'Parda pastusa'), les deux premières diploïdes et la troisième tétraploïde.
Ses obtenteurs sont Carlos Eduardo Ñústez López et  Nelson Estrada Ramos de la Faculté des sciences agronomiques de l'université nationale de Colombie. Le programme de recherche qui a abouti à cette création a commencé en 1997, avec le concours de la Federación de Productores de Papa (Fedepapa), de l'Instituto Colombiano Agropecuario (ICA) et de Colciencias (organisme public chargé de la promotion de la recherche scientifique).
Elle est destinée à remplacer la principale variété cultivée en Colombie, la 'Parda pastusa' à laquelle elle apporte deux améliorations importantes : un rendement nettement amélioré et une résistance élevée au mildiou.
Elle tire son nom, Pastusa, de celui de la ville de Pasto (Nariño) où elle a été sélectionnée, et le qualificatif, suprema, de sa qualité considérée comme supérieure à celles des autres variétés existantes en Colombie.
Son potentiel de rendement, dans des conditions optimales de culture, est supérieur à 45 tonnes par hectare.
Sa zone de culture s'étage entre 2500 et 3 200 mètres d'altitude. Elle est cultivée dans le département de Nariño et dans les zones élevées des départements de Cundinamarca et Boyacá.

## Caractéristiques
La pomme de terre 'Pastusa suprema' est une plante au port dressé relativement élevé, mais plus réduit au-dessus de 3 000 m d'altitude, à floraison modérée. C'est une espèce à stérilité mâle.
Les tubercules, de forme ovale aplatie, ont une peau de couleur brun clair, tachée de rose autour des yeux, et une chair blanc crème. Les yeux sont moyennement enfoncés.
La teneur en matière sèche est relativement élevée (23 %).
Sur le plan agronomique, c'est une variété qui présente une résistance élevée au mildiou. Elle est résistante au virus S et peu sensible au virus de l'enroulement.

## Utilisation
Cette pomme de terre, de bonne qualité culinaire, se prête à diverses préparations et est particulièrement adaptée à la production de chips.